# Kinta
Kinta è un arrondissement del Benin situato nella città di Abgangnizoun (dipartimento di Zou) con 5.192 abitanti (dato 2006).